# Tsiplovani
Tsiplovani (en georgiano: წიფლოვანი; en armenio: Աբլուխվարա) o Tsaa (en abjasio: Џьаа) es una aldea que pertenece a la parcialmente reconocida República de Abjasia, parte del distrito de Gulripshi, aunque de iure pertenece al municipio de Gulripshi de la República Autónoma de Abjasia de Georgia.

## Toponimia
Hasta el 3 de septiembre de 1948, la aldea se denominaba Patara Kraevichi (en georgiano: პატარა კრაევიჩი).

## Geografía
Tsiplovani se encuentra en las estribaciones de los montes de Abjasia, en la orilla derecha del río Kodori. La aldea se encuentra a 27 km de Gulripshi y se administra desde el pueblo de Tsebelda. 

## Demografía
La evolución demográfica de Tsiplovani entre 1959 y 1989 fue la siguiente:
| 187                                                 | 186 |
| (Fuente: Population of Abkhazia since Soviet times) |     |

Antes de la guerra de Abjasia, la mayoría de la población local eran armenios.